# NTDTV

New Tang Dynasty Television (NTDTV) – chińska niezależna stacja telewizja, nadająca z Nowego Jorku. Wśród jej pracowników jest wielu zwolenników ruchu religijnego Falun Gong, a na antenie są emitowane materiały prezentujące ruch w pozytywnym świetle. Stacja prezentuje krytyczne spojrzenie na Komunistyczną Partię Chin.

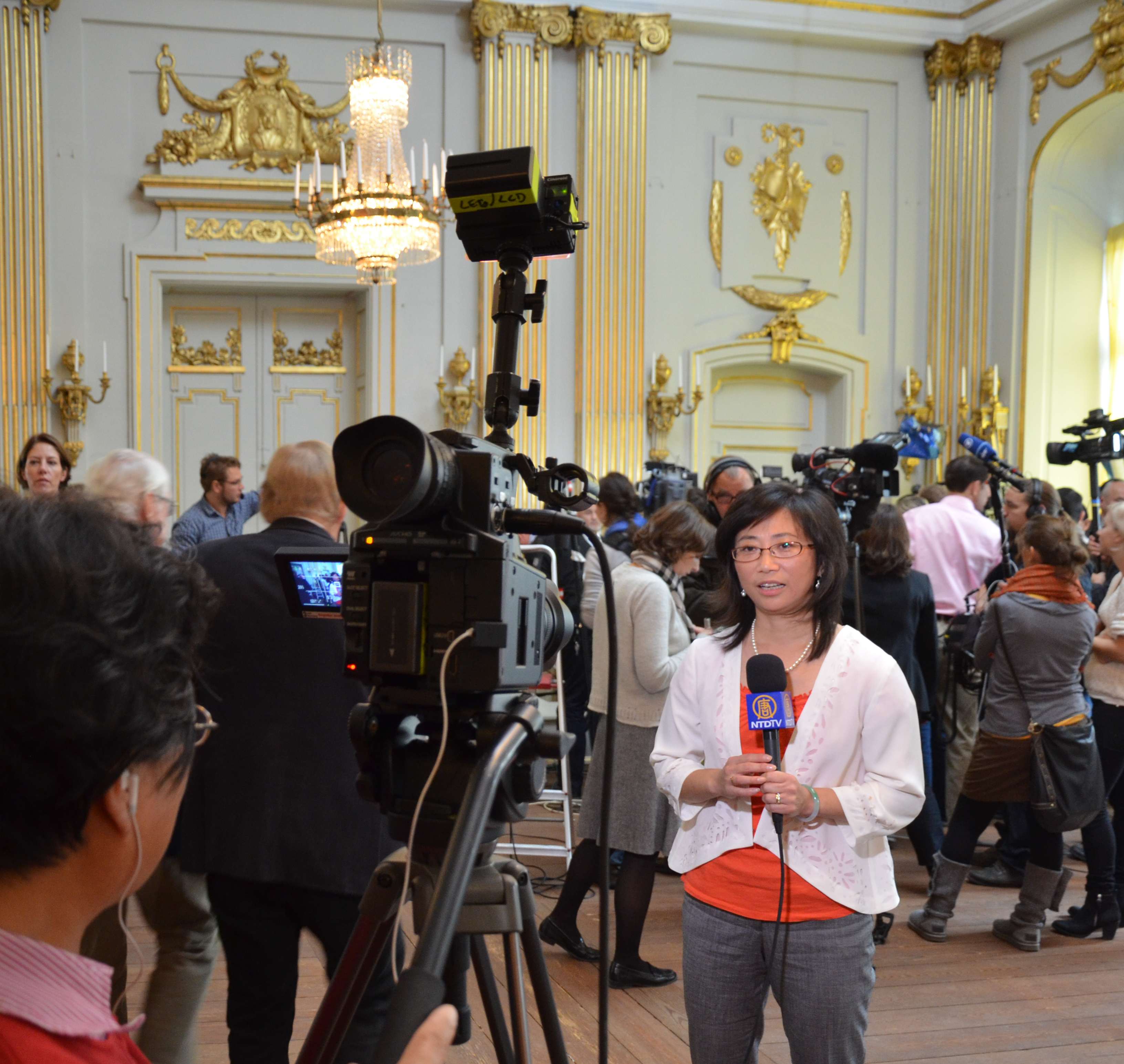

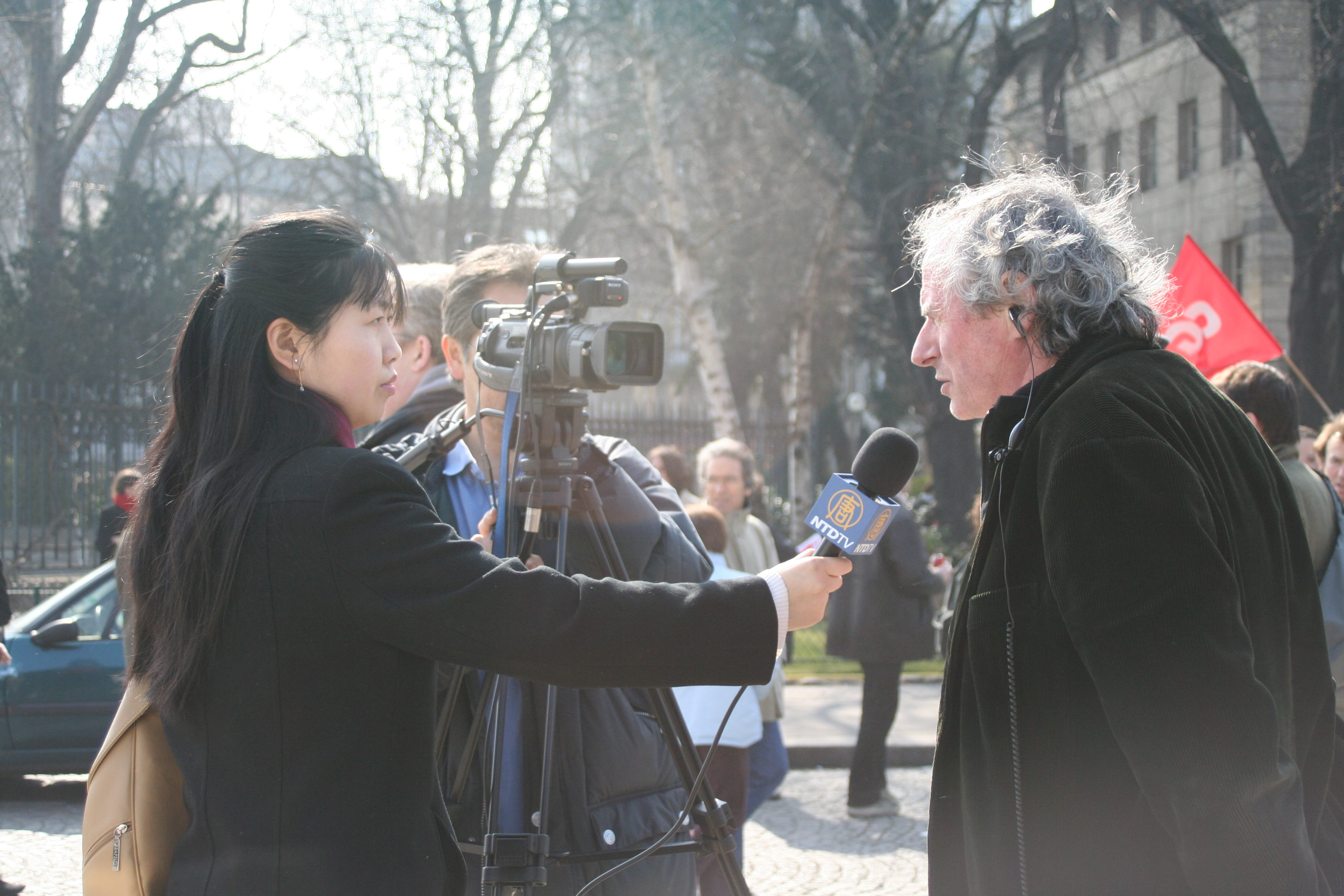
Reporter NTDTV

W sierpniu 2008 Eutelsat zawiesił transmisję stacji telewizyjnej przez satelitę W5. Według stacji NTDTV działanie Eutelsatu ma zabezpieczyć kontrakty operatora z chińskimi władzami. Wkrótce potem telewizja zaczęła nadawać przez satelitę ST-1 należącą do Singapore Telecom and Taiwan’s Chunghwa Telecom Company. W listopadzie 2009 miał miejsce kolejny incydent kiedy firma Google zablokowała kanał NTDTV w serwisie YouTube. Oficjalnie doszło do tego ze względu na złamanie przez telewizję warunków korzystania z serwisu, nieoficjalnie zaś wpływ na tę decyzję miały negocjacje jakie Google toczyło z chińskimi władzami.
Aktualnie stacja nadaje przez 4 satelity, kilkadziesiąt sieci kablowych na całym świecie oraz w Internecie.